# Белавин, Андрей Михайлович
Андре́й Миха́йлович Бела́вин (5 июля 1958, Челябинск — 14 марта 2024, Пермь) — советский и российский археолог, доктор исторических наук (2000), профессор, заведующий отделом истории, археологии и этнографии ПНЦ УрО РАН, проректор по научной работе и внешним связям ПГГПУ. Заслуженный работник высшей школы Российской Федерации, почётный работник высшего профессионального образования Российской Федерации.

## Биография
Родился в семье учёных. Предки А. М. Белавина были пермскими дворянами, достаточно активно принимавшими участие в жизни губернии. Из-за работы родителей семья часто переезжала: в 1959 году — в Свердловск, а в 1960 году — в г. Челябинск-70 (ныне РФЯЦ г. Снежинск).
В 1975 году поступил на исторический факультет Пермского государственного университета. В 1977 году принял участие в археологических раскопках в г. Соликамске и на городище Острая грива, работы проводились под руководством профессора В. А. Оборина, ставшего научным руководителем А. М. Белавина на всё время обучения в вузе. В 1979 году пришёл работать в Пермский городской Дворец пионеров, где организовал кружок по обучению школьников археологии — Школу юных археологов, существующую до настоящего времени. Пермский кружок был одним из первых археологических кружков для школьников в СССР. Учёным была разработана первая программа дополнительного образования по специальности «археология». В 1980 году пермские школьники под руководством Белавина отправились на первые раскопки.
В 1981 году исследователем была создана Пермская археологическая экспедиция ВООПИК, преобразованная в 1984 году в Камскую археолого-этнографическую экспедицию Пермского государственного педагогического института. С 1983 года работает на историческом отделении (затем факультете) ПГПИ.
В 1992 году защитил кандидатскую диссертацию «Волжская Болгария и Пермское Приуралье в X—XIII вв.», в 2000 году — докторскую диссертацию «Экономические и этнокультурные связи средневекового Предуралья». В 2002 году был назначен проректором ПГПУ по научной работе и внешним связям, ныне профессор кафедры отечественной и всеобщей истории, археологии.
В 2003 году при активном участии А. М. Белавина в Перми был открыт Пермский филиал Института истории и археологии УрО РАН, он стал его первым директором.
В 2017 году Белавин выступил против идей местных зоозащитных активистов, ведущих борьбу за освобождение животных и добивающихся принятия закона «Об ответственном обращении с животными», который легализует экспериментальную методику ОСВВ для стран Третьего мира. Как отметил профессор, в городах не должно быть бродячих собак, закон должен быть гуманен в первую очередь по отношению к людям.
Супруга — археолог Н. Б. Крыласова (род. 1967).
Скончался 14 марта 2024 года на 66-м году жизни в Перми.

## Основные работы
Автор более 270 публикаций научного и научно-методического характера.

### Книги
- Археологические памятники бассейна реки Чусовой. Чусовой, 1988 (в соавт. с А. В. Голдобиным и др.);
- Археологические памятники Соликамского района. Каталог. Соликамск, 1989 (в соавт. с Г. А. Бординских и А. Ф. Мельничуком);
- Страницы истории земли Пермской. Ч. 1. Прикамье с древнейших времён до начала XVIII в. Пермь, 1995 (2-е изд. 1996);
- Страницы истории земли Пермской. Ч. 2. Прикамье в XVIII—XX вв. Пермь, 1997 (в соавт. с. Н. Н. Агафоновой, Н. Б. Крыласовой, М. Г. Нечаевым и А. Б. Сусловым);
- Губернская Пермь. Пермь, 1996 (в соавт. с М. Г. Нечаевым);
- Камский торговый путь. Экономические и этнокультурные связи средневекового Предуралья. Пермь, 2000;
- Усольские древности. Традиционная культура русских конца XIX—XX вв. Усолье, 2005 (в соавт. с И. А. Подюковым и С. В. Хоробрых);
- Восход Золотого Полумесяца над Восточной Европой (начальные этапы утверждения ислама у народов Урало-Поволжья). Уфа, 2011 (в соавт. с В. А. Ивановым);
- Древняя Афкула: археологический комплекс у с. Рождественск. Пермь: ПФ ИИиА УрО РАН, 2008 (в соавт. с Н. Б. Крыласовой);
- Угры Предуралья в древности и средние века. Уфа: ИПК БГПУ «Вагант». 2009 (в соавт. с В. А. Ивановым и Н. Б. Крыласовой);
- Огурдинский могильник / Археология Пермского края. Свод археологических источников. Вып. II. Пермь, 2012 (в соавт. с Н. Б. Крыласовой);
- Рыболовный словарь Прикамья. СПб.: Маматов, 2013 (в соавт. с В. В. Жуком, И. А. Подюковым, С. В. Хоробрых, и А. В. Черных);
- Пермь от основания до наших дней. 1723—2018: исторические очерки. — Пермь: Пушка, 2018. — 3-е изд. испр. и доп. — 528 с. — ISBN 978-5-9909808-0-8 (в соавт. с Г. Д. Канторовичем, А. Ф. Мельничуком, М. Г. Нечаевым и Г. Д. Селяниновой).

### Статьи
- Посредническая роль Волжской Болгарии во взаимодействии Верхнего Прикамья и Древней Руси // Волжская Болгария и Древняя Русь (к 1000-летию русско-болгарского договора). Казань, 1986 (в соавт. с В. А. Обориным);
- Серебряная бляха из могильника Телячий Брод // Советская археология. 1989. № 2 (в соавт. с Е. Н. Носковой);
- Волжская Болгария и финно-угорские племена Прикамья: этнокультурные контакты (по материалам Рождественского археологического комплекса) // Уржумка. Научный журнал (ЧГПИ). 1995. № 1;
- Некоторые вопросы формирования протогородской цивилизации у финно-угорских народов Приуралья // Охранные археологические исследования на Среднем Урале. Вып. 1. Екатеринбург, 1997;
- Этнокультурная ситуация в среднем (Пермском) Предуралье в эпоху позднего неолита" // Труды Камской археолого-этнографической экспедиции. 2001 (в соавт. с Е. Л. Лычагиной);
- Пермское Предуралье — перекресток торговых путей Евразии // II Северный археологический конгресс. Доклады. Екатеринбург-Ханты-Мансийск: «Чароид», 2006;
- Миграции и колонизация в древней истории Предуралья // Уральский исторический вестник. 2009. № 2(23);
- Археологическое изучение Западного Урала в начале ХХI в.: экспедиционные, исследовательские и издательские проекты // Вестник Пермского научного центра. 2015;
- Проблема периодизации средневековых археологических культур Пермского Предуралья // Вестник Пермского университета. Сер. История. 2016. № 1 (32) (в соавт. с Н. Б. Крыласовой);
- Противоаварийные археологические исследования КАЭЭ ПГГПУ // Труды Камской археолого-этнографической экспедиции. 2016.
- Золотые височные кольца с уточкой из Пермского Предуралья // Поволжская археология. 2016. № 2. С. 260—270.
- Древнерусские материалы в Пермском Предуралье X—XI вв. // Поволжская археология. 2017. № 1 (19). С. 284—297. (в соавт. с Н. Б. Крыласовой);
- Письма А. А. Спицына Ф. А. Теплоухову в государственном архиве Пермского края // Вестник гуманитарного образования, 2019, № 1 (13) . С. 64-76 (в соавт. с. В. В. Вяткиным);
- Вопросы ранней урбанизации в средневековом финно-угорском мире по данным археологии // Труды Камской археолого-этнографической экспедиции. — Пермь: ПГГПУ, 2019. — Вып. XV.